# Johannes von Thun
Johannes von Thun, auch Johannes Thun (* vor 1450; † 28. August 1506) war von 1504 bis 1506 als Johannes III. Bischof des Bistums Schwerin. Er stammte aus der mecklenburg-pommerschen Vasallenfamilie von Thun, die in der Gegend von Schlemmin und auch auf Zepelin und Steinhorst begütert war.

## Leben
Johannes von Thun wurde als militaris de terra Rostock (Ritter aus dem Lande Rostock) unter dem 13. April 1463 an der Universität Rostock immatrikuliert und studierte 1480 an der Universität Bologna. Zu dieser Zeit war er bereits Pleban zu St. Petri in Rostock, welches Amt er noch 1499 bekleidete, wohl durch Stellvertreter verwalten ließ.
Von 1486 bis 1488 war er Propst des Prämonstratenserinnen-Klosters Rehna. Nach der Erhebung von St. Jacobi in Rostock zur Kollegiatstiftskirche gehörte er ab 1486 deren Kapitel als Kantor an. Von 1491 bis 1504 war er Propst im Kloster Dobbertin. Während der dortigen Amtszeit liehen ihm die Priorinnen Adelheid von Cramon und Abel von Oldenburg mehrfach Geld, das er nach Jahren bis auf 16 Gulden und drei Schillinge zurückzahlte. 1495 wurde Johannes von Thun als Scholaster im Domstift S. Maria, S. Johannes Evangelist im Domstift Schwerin genannt.
Zwischenzeitlich war er von 1488 bis 1504 auch noch Dekan des Stiftskapitels Güstrow.
Als Propst hatte er sich ebenfalls mit der Reformierung bestimmter Klöster amtlich zu befassen. Nach der im Dobbertiner Klosterarchiv vorhandenen Urkunde aus Rom vom 9. Januar 1498 mit anhängendem Siegel in einer Metallkapsel hatte er über die in den Klöstern zu Rühn und Dobbertin eingerissene Unordnung zu visitieren. Vom Papst Alexander VI. waren noch der Abt Wolter von Cismar und Timotheus, der Prior des Karthäuserklosters Marienehe bei Rostock ernannt worden. Weitere bischöfliche Visitatoren waren Dr. theol. Gherhard Vrylle, Nicolaus Moller als Kantor zu Bützow und Hermann Melberch als Kanzler des Schweriner Bischofs Konrad Loste. Die Visitationen dauerten jeweils sechs Tage in Dobbertin und in Rühn. Auch in Ribnitz war Thun zu finden.
Für die Nachfolge des Schweriner Bischofs Konrad Loste gab es im Domkapitel zwei geeignete Kandidaten. Neben dem Archidiakon von Waren und 1474 noch Dompropst Reimar von Hahn stand der als tüchtig bekannte Johannes Thun zur Wahl. Der Kapitelsenior Ulrich von Malchow (1504–1519) hatte das Domkapitel am 5. März 1504 zur Bischofswahl nach Schwerin einberufen. Wegen der verschieden angegebenen Daten hatte es möglicherweise mehrere Wahlgänge gegeben. Zur Zeit seiner Wahl nennen ihn römische Urkunden auch Kanonikus und Scholastikus des Schweriner Domkapitels. Als Domherr wurde er 1500–1504 genannt. Die päpstliche Bestätigung zum Bischof von Schwerin erfolgte am 24. Mai 1504, die Bischofsweihe nicht vor dem 25. August 1504.
Bischof Johann III. galt als würdiger Vertreter seines Standes als ein Mann von kirchlichen Qualitäten.
Als Bischof war er eifrig bemüht, Sitte und Moral zu heben. Er stellte sich auch Plänen der Landesherrschaft entgegen, so etwa bei der Gründung eines Augustiner-Eremitenklosters in Sternberg, dort aber ohne Erfolg. Die Gründung kam erst 1500 zustande und zur Förderung des Klosterbaues hatte er wenig beigetragen. Vermutlich fürchtete des Schweriner Weltklerus die Konkurrenz einer neuen Bettelordensniederlassung, gerade in der anziehungskräftigen Wallfahrtsstätte in Sternberg, wo die Stadtkirche immerhin ein Drittel der dort in der Heilig-Bluts-Kapelle anfallenden Opfergaben bezog. Johannes von Thun hatte noch als Güstrower Domdekan 1500 Stralsundische Mark Sternberger Opfergeld an sich genommen. Nach seinem Tode nahmen seine Allodial-Erben Joachim von der Lühe auf Kölzow für seine Frau und Henning von der Osten auf Kastorf sein Vermögen an sich. Der schwerinsche und güstrowsche Domherr Peter Sadelkow forderte für das Kollegiatstift zu Rostock dessen Jahresanteil an dem Sternberger Opfer. Die Erben verweigerten diese Forderung, nahmen ihn gefangen und folterten ihn. Erst nach zehn Jahren wurde die Sache durch einen Vergleich beigelegt.
Mit dem Erzbischof Johann von Bremen gab es Ärger bei dessen Kompetenzüberschreitung und unangemessene Einmischung in die Reformbemühungen im Bistum Schwerin. Das führte zu einer Beschwerde des Schweriner Bischofs beim Papst Pius III. dies war ein Zeichen, wie unerschrocken der neue Bischof seinen Weg ging. Interessant in mehrfacher Hinsicht auch ein Schreiben des Kaisers Maximilian mit Drohungen an Bischof Johannes wegen der im Jubiläumsjahr 1500 vom Papst an die kaiserlichen Kassen nicht ausgehändigten Gelder.
Weitere erwähnenswerte Ereignisse aus der kurzen Amtszeit von Bischof Johann III. sind nicht bekannt. Sein Tod wurde mit dem 28. August 1506 angegeben. Andere Quellen nennen den November 1506 als Sterbedatum mit Grablege im Dom zu Schwerin. Mit ihm erlosch im Mannesstamm die mecklenburgische Linie der Familie Thun, die auch auf Zepelin (Steinhorst) gesessen waren.

## Bischofswappen
An jedem Ende der Predella des Loste-Altars in der Stiftskirche zu Bützow war ein gemaltes Bischofswappen angebracht. Links das des Konrad Loste (1483–1503) und rechts seines Nachfolgers Johannes Thun (1504–1506). Die Wappenbeschreibung lautet: „Ein goldener Schild mit drei gewässerten grünen Querbändern. Dahinter ein Bischofsstab.“ Auf der Abbildung im Schlie war es noch zu sehen, nach der letzten Restaurierung nicht mehr vorhanden.

## Bischofssiegel
Das Siegel von Bischof Johannes III. Thun hatte im Mittelfeld dasselbe Bild, welches der Bischof Konrad Loste in seinem kleinen Siegel führte; nur hatte das Bild des Johannes einen sehr reichen Haarwuchs und die Ränder der Einfassung der Umschrift sind um das Haupt wie ein Heiligenschein ausgebogen. Das Bild steht über dem Familienwappen des Bischofs, bestehend aus drei Querbalken, zwischen denen die Mittelstreifen gewässert graviert sind. Die Umschrift lautet: SECRET. (I.) … EPI. ZUERINEN. Ob Bischof Johann III. ein größeres Siegel hatte, ist nicht bekannt.

### Gedruckte Quellen
- Mecklenburgisches Urkundenbuch (MUB)
- Mecklenburgische Jahrbücher (MJB)

### Ungedruckte Quellen
Landeshauptarchiv Schwerin (LHAS)
- LHAS 1.5-4/3 Urkunden, Kloster Dobbertin. Regesten.